# Saint-Christophe-le-Jajolet
Saint-Christophe-le-Jajolet is een voormalige gemeente in het Franse departement Orne in de regio Normandië en telt 236 inwoners (1999). De plaats maakt deel uit van het arrondissement Argentan.

## Geschiedenis
Tot 1 januari 2015 was Saint-Christophe-le-Jajolet een zelfstandige gemeente. Op die datum werd het met Marcei, Saint-Loyer-des-Champs en Vrigny samengevoegd tot de commune nouvelle Boischampré.

## Geografie
De oppervlakte van Saint-Christophe-le-Jajolet bedraagt 12,0 km², de bevolkingsdichtheid is 19,7 inwoners per km².
De onderstaande kaart toont de ligging van Saint-Christophe-le-Jajolet met de belangrijkste infrastructuur en aangrenzende gemeenten.

## Demografie
Onderstaande figuur toont het verloop van het inwonertal (bron: INSEE-tellingen).